# Orange (ca sĩ)
Khương Hoàn Mỹ (sinh ngày 15 tháng 2 năm 1997), thường được biết đến với nghệ danh Orange, là một nữ ca sĩ kiêm nhạc sĩ sáng tác ca khúc người Việt Nam. Cô bắt đầu được biết đến rộng rãi với ca khúc "Người lạ ơi" (2018).

## Thiếu thời
Orange sinh ngày 15 tháng 2 năm 1997 tại thành phố Hồ Chí Minh, với tên khai sinh là Khương Hoàn Mỹ. Cô từng là học sinh chuyên ngành ngôn ngữ Anh của Trường Trung học phổ thông chuyên Lê Hồng Phong và từng là sinh viên khoa Ngữ văn Anh của Trường Đại học Khoa học Xã hội và Nhân văn trực thuộc Đại học Quốc gia Thành phố Hồ Chí Minh.

## Sự nghiệp

### 2014–2017: Bắt đầu sự nghiệp âm nhạc
Năm 2014, Orange tham gia chương trình Nhân tố bí ẩn dưới tên thật của mình và được chọn vào đội Hồ Ngọc Hà, song cô phải dừng chân khá sớm. Đến năm 2017, Orange trở thành quán quân chương trình Người hóa thân số 1 do Đài truyền hình Vĩnh Long tổ chức. Cô còn cùng một người bạn là Đinh Nho Khoa lập nên nhóm nhạc indie Quýt & Nho, với nghệ danh Quýt.

### 2018–2019: Trở nên nổi tiếng cùng "Người lạ ơi"
Tên tuổi của Orange chỉ thực sự biết đến khi cô hợp tác với Karik để cho ra mắt ca khúc "Người lạ ơi" vào ngày 6 tháng 1 năm 2018. Ca khúc nhanh chóng trở thành một hiện tượng, đạt kỷ lục 50 triệu lượt views trong 13 ngày, 100 triệu lượt xem trong 38 ngày; đứng top trending YouTube Việt Nam trong 15 ngày.
Tháng 7 năm 2018, Orange tham gia chương trình Giọng ca bất bại nhưng sau đó đã rút lui khỏi chương trình, với nguyên nhân được giải thích là do sức khỏe không cho phép.
Ngày 10 tháng 12 năm 2018, Orange thắng giải Nghệ sĩ mới châu Á xuất sắc nhất của Mnet Asian Music Awards 2018. Cô cũng đạt giải ca sĩ mới xuất sắc nhất tại Làn sóng xanh Next Step 2018. Sau giải thưởng danh giá Ngôi sao mới châu Á ở Hong Kong Asian Pop Music Festival 2019 tại Hồng Kông, Orange bỗng biến mất trên thị trường âm nhạc mà không có sản phẩm trở lại chính thức nào trong suốt một năm.

### 2020–2023: "Chân ái", rời Superbrothers và đột phá
Ngày 17 tháng 2 năm 2020, Orange kết hợp với rapper Khói để cho ra mắt ca khúc "Chân ái". Ca khúc lập tức trở thành một thành công lớn về mặt thương mại, nhưng lại vướng vào nghi vấn đạo nhái từ nhạc sĩ Châu Đăng Khoa, giống như hai ca khúc trước của Orange là "Người lạ ơi" và "Tình nhân ơi", cũng như bị cư dân mạng phát hiện giống với một ca khúc từ một bộ phim kinh dị của Hồng Kông. Cuối tháng 3 năm 2020, Orange và người đồng nghiệp cùng công ty là LyLy đã bất ngờ chia tay Superbrothers sau khi cả hai vạch trần những sai phạm về đạo đức cũng như điều khoản trong hợp đồng.
Sau khi chia tay công ty, Orange có bước chuyển mình khi trở thành nghệ sĩ độc lập. Ngày 7 tháng 10 năm 2020, cô cho ra mắt single "OK anh đúng" với tư cách nghệ sĩ solo. Tiếp nối thành công của single này, Orange hợp tác với Hieuthuhai để cho ra mắt phiên bản thứ hai của ca khúc và nhận được nhiều lời khen của giới phê bình cũng như người hâm mộ vì sự ăn ý của hai nghệ sĩ. Sau đó, Orange tiếp tục xuất hiện trên chương trình King Of Rap với vai trò khách mời hỗ trợ cho thí sinh ICD.
Ngày 20 tháng 4 năm 2021, Orange trình làng ca khúc tự sáng tác "Khi em lớn" kết hợp cùng Hoàng Dũng, nhanh chóng đạt trên mười triệu lượt xem chỉ trong thời gian ngắn. Cùng năm, cô tham gia chương trình Thần tượng đối thần tượng và để lại ấn tượng lớn trong mắt khán giả. Ngày 18 tháng 8, Orange ra mắt ca khúc "Em hát ai nghe", đồng thời cô cũng bất ngờ xuất hiện trên Billboard tại Quảng trường Thời Đại, Mỹ. Orange cho biết cô vinh dự được xuất hiện trong chiến dịch EQUAL toàn cầu của Spotify. Năm 2023, Orange giành giải á quân khi tham gia mùa thứ hai của chương trình Ca sĩ mặt nạ trong mascot Ong Bây Bi.

### 2024–nay:Cam'Onvà tiếp nối thành công
Ngày 11 tháng 1 năm 2024, Orange cho ra mắt album phòng thu đầu tay trong sự nghiệp của mình có tựa là Cam'On. Album bao gồm mười hai ca khúc do chính cô sáng tác, bao gồm ca khúc "Gặp lại năm ta 60" – ca khúc đã được cô từng thể hiện trong chương trình Ca sĩ mặt nạ, cùng với hai ca khúc chủ đề của album là "Có đau thì đau một mình" – được ra mắt vào ngày 18 tháng 9 năm 2023, và "Đừng kết thúc hôm nay" – được ra mắt vào ngày 7 tháng 12 năm 2023.
Vào dịp Tết và Valentine cùng năm, Orange hợp tác cùng với Hứa Kim Tuyền và thương hiệu Biti's để ra mắt mini-album Nơi pháo hoa rực rỡ, gồm ba bài hát "Nơi pháo hoa rực rỡ", "Đôi giày nhầm size" và "Đôi giày không vừa size". Trong đó, ca khúc chủ đề cùng tên của album là phần 8 của thương hiệu Đi để trở về – chuỗi thương hiệu âm nhạc từng được Soobin Hoàng Sơn, Phan Mạnh Quỳnh và Hương Tràm thể hiện rất thành công. Ngày 9 tháng 7 năm 2024, Orange trở lại đường đua âm nhạc với ca khúc "Em nên yêu cô ta" – một trong những ca khúc thuộc khuôn khổ album Cam'On, với nội dung nói về 'trà xanh' và 'chính thất'. Cũng trong năm 2024, Orange tham gia chương trình truyền hình Bài hát của chúng ta phát sóng trên VTV3 và giành ngôi vị á quân cùng với Thanh Lam.
Năm 2025, Orange phát hành hai đĩa đơn làm ca khúc của bộ phim điện ảnh Bộ tứ báo thủ, bao gồm "Chúng ta còn ở đó không?" và "Một nơi bé nhỏ nào đó". Cùng năm, cô trở thành một trong 30 nữ nghệ sĩ tham gia chương trình Em xinh "say hi", và đồng thời cũng tham gia góp giọng trong album phòng thu Pillzcasso của nhạc sĩ 2pillz.

## Danh sách đĩa nhạc

### Album phòng thu
| Tên    | Danh sách bài hát |
| ------ | --- |
| Cam'On | 1. Twin Flame 2. Đừng kết thúc hôm nay 3. Gặp lại năm ta 60 4. Có đau thì đau một mình 5. Em nên yêu cô ta 6. Cuộc gọi về nhà 7. Wouldn't It Be Nice? 8. Ôm mơ 9. Nụ cười không vui 10. Đừng tốt với em 11. Nhân vật hư cấu 12. Có bao lần |

### Đĩa mở rộng
| Tên                          | Danh sách bài hát                                                                        |
| ---------------------------- | ---------------------------------------------------------------------------------------- |
| Nơi pháo hoa rực rỡ (Biti's) | 1. Nơi pháo hoa rực rỡ – Đi để trở về 8 2. Đôi giày nhầm size 3. Đôi giày không vừa size |

### Đĩa đơn
- Ok anh đúng (ft. Hieuthuhai)
- Ai đưa em về (ft. Jbee7)
- Trà sữa
- Khi em lớn (ft. Hoàng Dũng)
- Em hát ai nghe
- Tết là đây chứ đâu (ft. Seachains)
- Tự sự (ft. Thuận Nguyễn) (Qua bển làm chi OST)
- Quỳnh hương (ft. GDucky) (Em và Trịnh OST)
- Mặt trời khóc (ft. Emcee L)
- Tươi không cần tưới (ft. ICD)
- Có gì khó đâu (ft. Jsol, Đỗ Hoàng Dương)
- Chúng ta còn ở đó không (Bộ tứ báo thủ OST)
- Một nơi bé nhỏ nào đó (Bộ tứ báo thủ OST)

## Sáng tác
- Khi em lớn
- Tết còn có nhau
- Gặp lại năm ta 60
- Bát cơm mặn (đồng sáng tác với Mew Amazing)
- Có đau thì đau một mình
- Ngáo ngơ (đồng viết lời mới với HIEUTHUHAI trên sáng tác của Foxxx Team)
- Em nhớ anh rất nhiều (viết lời rap trên sáng tác của Vũ Quốc Bình)
- Nỗi nhớ đầy vơi (đồng viết lời rap với Pháp Kiều và LyLy trên sáng tác của Hoàng Tôn)
- Tiếng gió xôn xao (viết lời rap trên sáng tác của Tường Văn)
- Khóc (đồng viết lời mới với LyLy trên sáng tác của Đông Nhi)
- Nơi mình dừng chân (viết lời rap trên sáng tác của Khắc Hưng)
- Hourglass (viết demo cho chương trình Em xinh "say hi")

## Giải thưởng và đề cử
| Năm  | Giải thưởng                        | Hạng mục                                                 | Đề cử       | Kết quả   | Chú thích |
| ---- | ---------------------------------- | -------------------------------------------------------- | ----------- | --------- | --------- |
| 2018 | Mnet Asian Music Awards            | Nghệ sĩ châu Á mới xuất sắc nhất (Best New Asian Artist) | Bản thân    | Đoạt giải | [ 6 ]     |
| 2018 | Làn Sóng Xanh                      | Ca khúc của năm                                          | Người lạ ơi | Đề cử     | [ 8 ]     |
| 2018 | Làn Sóng Xanh                      | Sự kết hợp xuất sắc                                      | Người lạ ơi | Đề cử     | [ 8 ]     |
| 2018 | Làn Sóng Xanh                      | Bài hát hiện tượng                                       | Người lạ ơi | Đoạt giải | [ 8 ]     |
| 2018 | Làn Sóng Xanh                      | Gương mặt mới xuất sắc                                   | Bản thân    | Đoạt giải | [ 8 ]     |
| 2019 | Hong Kong Asian-Pop Music Festival | Siêu sao mới châu Á                                      | Bản thân    | Đoạt giải | [ 9 ]     |
| 2020 | Làn Sóng Xanh                      | Top 10 ca khúc được yêu thích                            | Chân ái     | Đoạt giải | [ 31 ]    |
| 2020 | Làn Sóng Xanh                      | Hòa âm phối khí                                          | Chân ái     | Đề cử     | [ 31 ]    |
| 2020 | Làn Sóng Xanh                      | Sự kết hợp xuất sắc                                      | Chân ái     | Đề cử     | [ 31 ]    |
| 2024 | Làn Sóng Xanh                      | Top 10 ca khúc được yêu thích                            | Ngáo ngơ    | Đoạt giải |           |
| 2025 | Giải Âm nhạc Cống hiến             | Album của năm                                            | Cam'On      | Đề cử     | [ 32 ]    |
| 2025 | Giải Âm nhạc Cống hiến             | Nữ ca sĩ của năm                                         | Bản thân    | Đề cử     | [ 32 ]    |

### Các giải thưởng khác
- Quán quân Người hóa thân số 1 (2017)[4]
- Hạng 3 Thần tượng đối thần tượng (2021)[33]
- Á quân Ca sĩ mặt nạ (2023)[34]
- Á quân Bài hát của chúng ta (2024)[26]